# 山家村 (福岡県)
山家村（やまえむら）は、福岡県筑紫郡にあった村。

## 歴史
- 1889年（明治22年）4月1日 - 町村制の施行により、単独村政として御笠郡山家村が発足。
- 1896年（明治29年）4月1日 - 郡の統合により所属郡が筑紫郡に変更[1]。
- 1955年（昭和30年）3月1日 - 二日市町・御笠村・山口村・筑紫村と合併して筑紫野町が発足。同日山家村廃止。
- 1972年（昭和47年）4月1日 - 市制施行により筑紫野市となる。